# Gjirokastra
Gjirokastra, Gjirokastër ili Gjinokastër (Đirokastra; grč. Αργυρόκαστρο(ν), latinično: Argyrókastro ili Argyrokastron; tal. Argirocastro; tur. Ergiri), grad u južnoj Albaniji, sjedište Gjirokastrskoga distrikta i Gjirokastrskoga okruga.
Grad ima oko 43.000 stanovnika, uključujući i brojnu grčku zajednicu. Ovaj je stari grad upisan na listu Svjetske baštine kao „rijedak primjer dobro sačuvanog otomanskog grada, koji su sagradili veleposjednici”.

## Povijest
Gjirokastra je stari grad s tragovima ljudske naseljenosti koja datira unazad do prvog stoljeća pr. Kr. Nalazi se na padinama planine Mali i Gjerë („Široka planina”). Grad je vjerojatno osnovan negdje u 12. stoljeću oko tvrđave na brdu. Pod vladavinom Bizanta, razvio se u glavni trgovački centar poznat kao Argyropolis („Srebrni grad”) ili Argyrokastron („Srebrni zamak”). Bio je dio Epirske Despotovine u 14. stoljeću, prije nego što je 1417. prešao u otomanske ruke. Godine 1811. zauzeo ga je Ali paša, a u kasnom 19. stoljeću postao je središte otpora turskoj vladavini. Skupština u Gjirokastri, ključni događaj albanskog oslobodilačkog pokreta, održana je u ovom gradu 1880. godine.
Godine 1914. Jorgos Hristakis Zografos, bivši ministar vanjskih poslova Grčke, objavio je u Gjirokastri stvaranje samostalne države Sjeverni Epir, koji su većinom naseljavali Grci. Gjirokastra je proglašena glavnim gradom samostalne države, iako je nastupajući Prvi svjetski rat uništio državu, koju su osvojile francuske trupe, da bi je kasnije poklonile Albaniji, 1918. godine.
Za vrijeme balkanskih ratova, Prvog svjetskog rata i Drugog svjetskog rata, Gjirokastru su u raznim prilikama osvajali Italija, Grčka i Njemačka prije nego što je vraćena pod stalnu albansku kontrolu 1944. Poslijeratni komunistički režim razvio je grad kao industrijski i trgovački centar i dodijelio mu status „grada muzeja” zahvaljujući činjenici da je on bio rodno mjesto diktatora Envera Hoxhe. Gjirokastra je pretrpjela tešku ekonomsku krizu po okončanju komunističke vladavine 1991. Naročito ju je 1997. pogodio kolaps globalne "piramide sreće", koji je destabilizirao cjelokupno albansko gospodarstvo. U gradu je došlo do nasilnih antivladinih prosvjeda; 16. prosinca 1997. godine Hoxhinu rodnu kuću dignuli su u zrak nepoznati antikomunistički napadači. Stanovništvo grada je opalo od 1990-ih, a mnogi su se Grci odselili u Grčku. Međutim, još uvijek je značajna njihova prisutnost u gradu, kao i njihov velik kulturni utjecaj.

## Kultura i zanimljivosti
Mnoge kuće u Gjirokastri odlikuje karakterističan lokalni stil zbog kojega je grad stekao naziv „kamenog grada”, jer većina starih kuća ima krovove prekrivene kamenim pločama. Zbog važnosti Gjirokastre u komunističkom režimu, njezin je gradski centar sačuvan od drastičnog mijenjanja i rušenja koji su pogodili druge gradove u Albaniji, ali njegov status „grada muzeja” nažalost nije u potpunosti sačuvao stari grad. Mnoge povijesne zgrade su oronule, i još se malo čini na njihovoj obnovi.
Tvrđava dominira gradom i nadgleda strateški važan put duž riječne doline. Otvorena je za posjetitelje i u njoj se nalazi vojni muzej u kojem je izloženo zaplijenjeno oružje i predmeti iz doba komunističkog otpora protiv njemačke okupacije.
Gjirokastra ima i stari bazar koji je izvorno sagrađen u 17. stoljeću, ali je renoviran u 19. stoljeću nakon požara. Danas u Gjirokastri ima preko 20 muzeja, a u njemu se održava i Festival narodne glazbe.
Kada je grad prvi put nominiran za upis na listu Svjetske baštine 1988. godine, stručnjacima je zasmetao veliki broj modernih građevina koje su remetile izgled starog grada. Povijesna je jezgra konačno upisana na popis 2005. godine, 15 godina poslije prve nominacije.
- Sat-kula na tvrđavi
- Ulica s čardakom
- Džamija na pazaru iz 1757. (jedina sačuvana u gradu)
- Tradicionalna kuća
- Tekija Melanit

## Gospodarstvo
Gjirokastra je glavni grad Gjirokastërskog okruga, jednog od 12 okruga u Albaniji. On je pretežito trgovačko središte s nešto industrije, uglavnom prehrambene, kožne i tekstilne.

## Slavni stanovnici
| - Adil Çarçani, bivši premijer - Andon Zako Çajupi, pisac - Avni Rustemi - Asim Zeneli - Baba Rexhepi, Bektashi vjerski vođa - Çerçiz Topulli, nacionalni junak - Enver Hoxha, diktator - Eqrem Çabej, etnolog | - Haki Toska - Ismail Kadare, pisac - Koto Hoxhi - Musine Kokalari, pisac - Nelson Çabej, biolog - Omer Nishani - Viktor Kalemi, bivši veleposlanik Albanije - Zihni Sako, pisac |

## Vanjske poveznice

### Sestrinski projekti
|  | Zajednički poslužitelj ima stranicu o temi Gjirokastra    |
|  | Zajednički poslužitelj ima još gradiva o temi Gjirokastra |

### Mrežne stranice
- Mrežna stranica grada Gjirokastre
- Fotografije Gjirokastre
- ALBoZONE: Gradovi Albanije